# Discomedusae

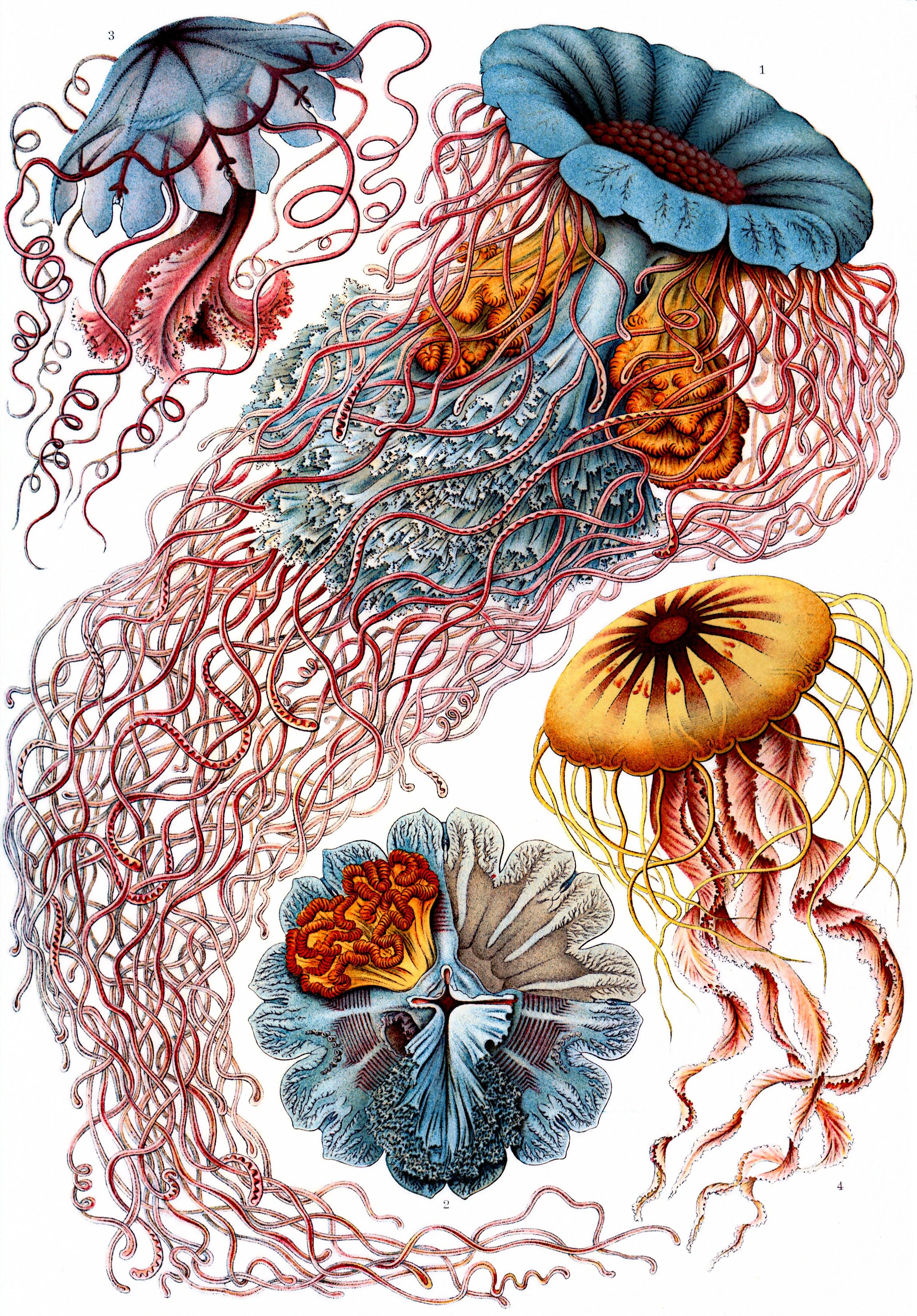
Esempi di Discomedusae (Ernst Haeckel Kunstformen der Natur, 1904)

Discomedusae è una sottoclasse di Cnidari Scifozoi.

## Ordini
- Rhizostomeae
- Semaeostomeae